# 羅德尼·希
羅德尼·希是一位賴比瑞亞報紙編輯；2005年，他在賴比瑞亞創立了名為《非洲頭版》的日報，該報原只是網路報，後來於2008年開始印製實體報紙，並擴大發行至1,500份，內有多個版面。

## 遭控誹謗
2010年，《非洲頭版》、羅德尼·希和該報記者山沃·法拉赫（Samwar Fallah）被賴比瑞亞前農業部長克里斯多福·托爾（Christopher Toe）控告誹謗，並求償200萬元，原因是《非洲頭版》曾報導他挪用高達數百萬元的公共資金。對此世界報業協會曾表示，該報對該案件的是非曲直沒有意見，只是單純的陳述，該前農業部長所提出的求償是懲罰性的要求。
但後來《非洲頭版》、羅德尼·希和山沃·法拉赫仍被判有罪，必須償付罰金。

## 險遭暗殺
2011年7月，有政府官員通知羅德尼·希，指該國前高級部長威爾斯·納葛斯（Willis Knuckles）曾試圖將他暗殺——該部長因為2007年，羅德尼·希報導了他的性醜聞而黯然下台。

## 入獄
2013年8月，羅德尼·希因付不出2010年遭控誹謗的150萬美元罰金而入獄。